# العلاقات الزامبية الكينية
العلاقات الزامبية الكينية هي العلاقات الثنائية التي تجمع بين زامبيا وكينيا.

## مقارنة بين البلدين
هذه مقارنة عامة ومرجعية للدولتين:
| وجه المقارنة                                              | زامبيا                         | كينيا                         |
| --------------------------------------------------------- | ------------------------------ | ----------------------------- |
| المساحة (كم2)                                             | 752.62 ألف                     | 581.31 ألف                    |
| عدد السكان (نسمة)                                         | 17.09 مليون                    | 48.47 مليون                   |
| الكثافة السكانية (ن./كم²)                                 | 22.71                          | 83.38                         |
| العاصمة                                                   | لوساكا                         | نيروبي                        |
| اللغة الرسمية                                             | لغة إنجليزية                   | اللغة السواحلية، لغة إنجليزية |
| العملة                                                    | كواشا زامبي، كواشا زامبي قديم ‏ | شيلينغ كيني                   |
| الناتج المحلي الإجمالي (بليون دولار)                      | 25.81 مليار                    | 74.94 مليار                   |
| الناتج المحلي الإجمالي (تعادل القوة الشرائية) بليون دولار | 62.18 مليار                    | 142.24 مليار                  |
| الناتج المحلي الإجمالي الاسمي للفرد دولار أمريكي          | 1.30 ألف                       | 1.38 ألف                      |
| الناتج المحلي الإجمالي للفرد دولار أمريكي                 | 3.90 ألف                       | 2.95 ألف                      |
| مؤشر التنمية البشرية                                      | 0.586                          | 0.548                         |
| رمز المكالمات الدولي                                      | +260                           | +254                          |
| رمز الإنترنت                                              | .zm                            | .ke                           |
| المنطقة الزمنية                                           | ت ع م+02:00                    | ت ع م+03:00                   |

## منظمات دولية مشتركة
يشترك البلدان في عضوية مجموعة من المنظمات الدولية، منها:
| علم المنظمة | اسم المنظمة                                                | تاريخ انضمام زامبيا | تاريخ انضمام كينيا |
| ----------- | ---------------------------------------------------------- | ------------------- | ------------------ |
|             | الاتحاد البريدي العالمي                                    | ?                   | ?                  |
|             | يونسكو                                                     | 9 نوفمبر 1964       | 7 أبريل 1964       |
|             | البنك الدولي للإنشاء والتعمير                              | 23 سبتمبر 1965      | 3 فبراير 1964      |
|             | البنك الإفريقي للتنمية                                     | ?                   | ?                  |
|             | منظمة الشرطة الجنائية الدولية                              | ?                   | ?                  |
|             | الأمم المتحدة                                              | 1 ديسمبر 1964       | 16 ديسمبر 1963     |
|             | الاتحاد الأفريقي                                           | ?                   | 13 ديسمبر 1963     |
|             | مجموعة دول أفريقيا والكاريبي والمحيط الهادئ                | ?                   | ?                  |
|             | مؤسسة التنمية الدولية                                      | 23 سبتمبر 1965      | 3 فبراير 1964      |
|             | العملية المشتركة للاتحاد الأفريقي والأمم المتحدة في دارفور | ?                   | ?                  |
|             | منظمة التجارة العالمية                                     | ?                   | 1995               |
|             | وكالة ضمان الاستثمار متعدد الأطراف                         | 6 يونيو 1988        | 28 نوفمبر 1988     |
|             | دول الكومنولث                                              | ?                   | 12 ديسمبر 1963     |
|             | الاتحاد الدولي للاتصالات                                   | 23 أغسطس 1965       | 11 أبريل 1964      |
|             | مؤسسة التمويل الدولية                                      | 23 سبتمبر 1965      | 3 فبراير 1964      |
|             | منظمة حظر الأسلحة الكيميائية                               | ?                   | ?                  |
|             | المركز الدولي لتسوية المنازعات الاستشارية                  | 17 يوليو 1970       | 2 فبراير 1967      |

## وصلات خارجية
- موقع وزارة الخارجية الكينية